# Joaquín José Melgarejo y Saurín
Joaquín José Melgarejo y Saurín, i duque de San Fernando de Quiroga, (Cox, 23 de enero de 1780 - Madrid, 9 de abril de 1835), fue un aristócrata y político español, secretario del Despacho de Estado durante el reinado de Fernando VII. Estuvo casado con María Luisa de Borbón y Vallabriga, prima del rey Carlos IV y cuñada de Manuel Godoy.

## Biografía
De familia noble, fue hijo de Joaquín de Quiroga Melgarejo y Rojas (Vega de los Viejos, 11 de febrero de 1732), ii marqués de Melgarejo, y de su esposa Joaquina Saurín y Ruiz-Dávalos (Murcia, 3 de junio de 1750), señora de Cox.
Durante la Guerra de la Independencia luchó contra las tropas napoleónicas, alcanzando el empleo de brigadier.
Sucedió a su padre en dicho título de Nápoles, y en 1815 el rey Fernando VII le concedió el de duque de San Fernando de Quiroga, con grandeza de España. Fue también caballero de las Órdenes del Toisón de Oro y Calatrava, y gran cruz de la  de Carlos III.

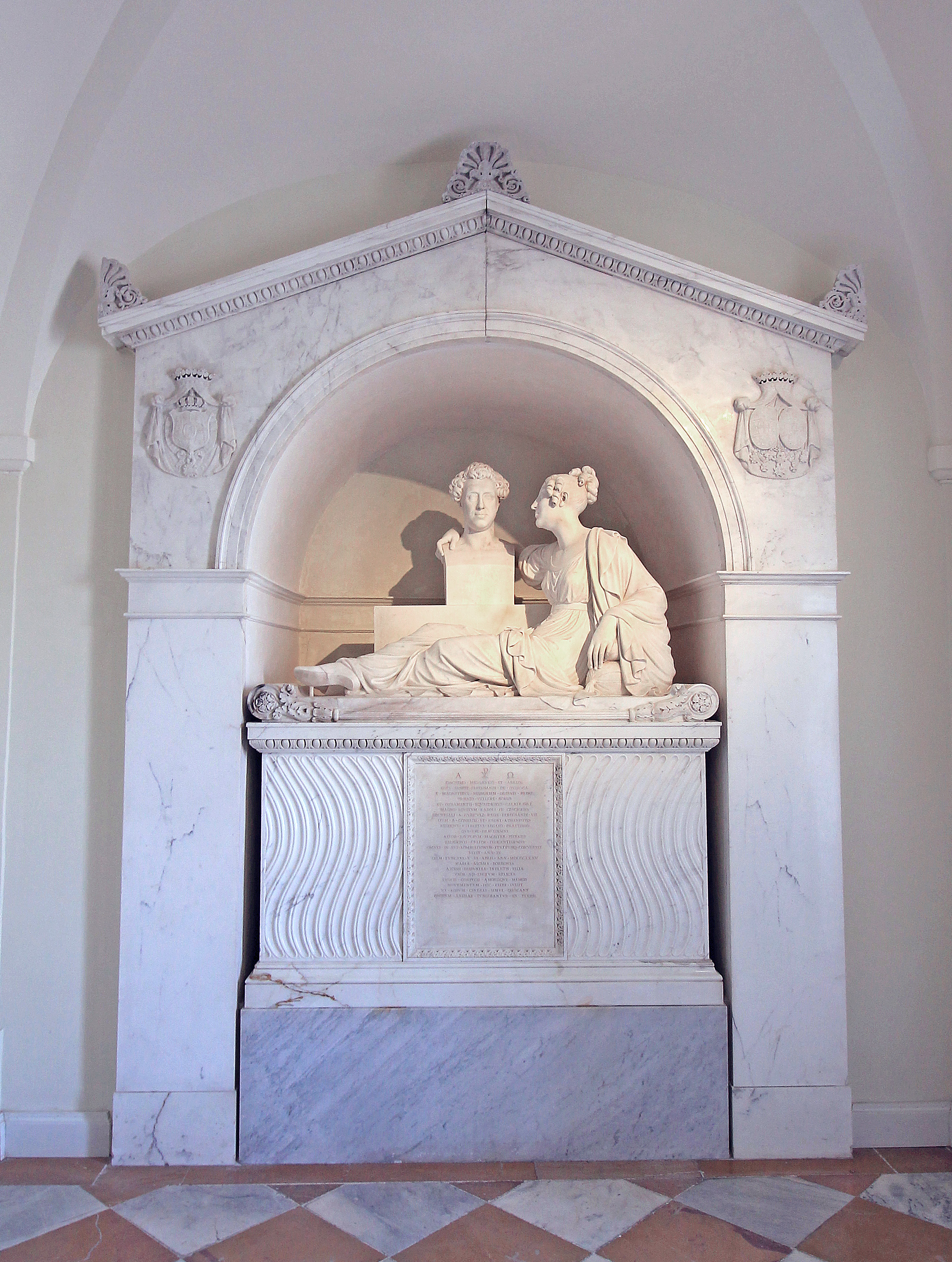
Tumba de Joaquín José Melgarejo y María Luisa de Borbón en la sacristía de la capilla del Palacio del Infante don Luis en Boadilla del Monte, obra de Antonio Solá de 1846.

En 1817 contrajo ilustre matrimonio con María Luisa de Borbón y Vallabriga, hija del infante Don Luis. Ella era prima carnal del exiliado rey Carlos IV, tía segunda de Fernando VII, que reinaba a la sazón, y hermana de María Teresa, exprincesa de la Paz, la abandonada esposa de Manuel Godoy. 
Fernando VII le nombró secretario del Despacho de Estado en septiembre de 1819 y ocupó el cargo hasta marzo de 1820. Con la aprobación del Estatuto Real de 1834, la regente María Cristina de Borbón-Dos Sicilias le nombró prócer del Reino en 1835. No obstante, murió antes de poder jurar y ocupar el cargo. Falleció en Madrid a los 55 años. 
Entre 1828 y 1829, guardaba en su propiedad el cuadro Cristo crucificado, pintado por Diego Velázquez hacia 1632. En 1829 se lo entregó al rey, quien, a su vez, se lo donó al Museo del Prado. 
Al no tener hijos de su matrimonio con María Luisa de Borbón, fue sucedido en 1835 como duque de San Fernando de Quiroga por su hermana María de las Virtudes Melgarejo y Saurín y, en 1850, tras fallecer esta en 1845 igualmente sin descendencia, por el hijo de su prima Isabel Melgarejo, Francisco Javier de Losada y Melgarejo, de quien fue tutor durante la minoría de edad de éste.